# Armigeres malayi
Armigeres malayi är en tvåvingeart som först beskrevs av Theobald 1901.  Armigeres malayi ingår i släktet Armigeres och familjen stickmyggor. Inga underarter finns listade i Catalogue of Life.